# 福田克彦
福田 克彦（ふくだ かつひこ、1943年7月17日 - 1998年1月12日）は、日本のドキュメンタリー映画監督。小川プロダクション出身であり、成田空港問題に係る作品を多く手掛けた。

## 生涯
1943年7月17日に慶応義塾大学病院で新聞社に勤める福田清の子として生まれる。5歳の時、缶蹴りの缶で頬を傷つけてしまう。その傷跡は生涯残った。
世田谷区立松沢中学校では、天文学部に入部し、レンズやその他材料を購入して天体望遠鏡を自作していた。
東京都立青山高等学校では、ロマン・ロランの『ジャン・クリストフ』や『魅せられたる魂』を愛読し、仲間とともに安保闘争に参加したほか、教師のあだ名の由来などを書いた冊子を学内で配布して、学校から停学処分を受ける。なお、タバコを喫煙する時の口元が、興和の風邪薬「コルゲンコーワ」の店頭カエルに似ていたことから、高校時代のあだ名は「コルゲン」だった。
1962年に大学受験に失敗し、アルバイトをしながら2年間の予備校生活を過ごす。
1964年1月に父・清が死去、3月にも腎臓病を患っていた高校の同級生が自殺し、大きな衝撃を受ける。同年4月に早稲田大学第一文学部史学科国史専修に入学。早大闘争に参加し、1966年に公務執行妨害罪で逮捕された。
1967年に三陸ファイバーグラスに就職し、1968年3月に早稲田大学を卒業した。同年4月には会社を辞める。吉田司の誘いを受け、同年7月に、小川紳介が率いる小川プロダクションに参加した。
1969年、小川プロの一員として三里塚闘争の取材のため、現地に入る。以降、三里塚シリーズの助監督を6作にわたって務める。
1977年10月8日に、母・うた子が死去し、12月14日に溶血性連鎖状菌感染症に罹患し、出身地の世田谷区太子堂に戻り療養生活を過ごす。
1978年3月に小川プロを離れるが、同年暮れには再び一人で三里塚の地に戻り、アパートを借りて住む。以降、ヤマト運輸の配送や結婚式の撮影等で食いつなぎながら、現地で撮影や三里塚芝山連合空港反対同盟青年行動隊の支援を続ける。
1987年から1994年にかけては、文化工房の依頼で地方公共団体のVTR作品の演出を請け負っている。
1992年、小川紳介が死去。小川への哀悼の意と、これまでの制作のありようへの異議を述べた福田の追悼文が、死者に鞭打つ行為と『映画新聞』に批判される。
1995年、地球的課題の実験村構想具体化検討委員会に委員として参加。4月、和光大学講師となり「ドキュメンタリーと現代」の講義を受け持つ。
1997年8月、成田空港地域共生員会成田空港問題歴史伝承部会事務局長となる。同年10月、山形国際ドキュメンタリー映画祭アジア部門審査員を務める。
1998年1月10日に『三里塚アンドソイル』執筆中に脳幹部出血で倒れ、成田赤十字病院に搬送される。同月12日、危篤の知らせを聞いて駆け付けた成田空港問題歴史伝承部会で係わりのある新東京国際空港公団職員に手を握られた後に他界。54歳。

## エピソード
- 長らく三里塚闘争を見守り続けていた福田であったが、後年は成田用水を巡る反対同盟内部でのいざこざなどに嫌気をさしており、1990年頃になると現地を離れ東京で作品作りをしようとしていた。これを聞きつけた吉田司が、福田と青年行動隊に直談判をして、福田に三里塚闘争の総括役を引き受けさせた。師である小川紳介や進歩的文化人のような農民への無条件な賛美とは一線を画し、かつては福田を三里塚闘争から引き離そうとしていた吉田であったが、成田空港問題シンポジウムを控え熱田派が闘争の幕引きを図っている局面での福田の離脱を許さなかったのである[5]。
- 第1回シンポジウムで反対同盟事務局長が発表した「徳政をもって一新を発せ」と題する文章は、反対同盟員の議論を福田が纏めたたたき台をもとに作成された[6]。

## フィルモグラフィ
- 1973年5月 - 『映画作りとむらへの道』16ミリ・54分 …実験的作品で、非公開[1]。
- 1978年 - 『私の見つけた小麦粉』16ミリ・34分 …日清製粉の依頼で作成された小麦粉のPR映画[1]。
- 1979年7月 - 『三里塚には三里塚の農業があり、木の根には木の根の風が吹く（三里塚ノートフィルム・N01）』8ミリ・29分
- 1979年11月 - 『天国は激しく襲われる（三里塚ノートフィルム・N02）』8ミリ・16分
- 1980年8月 - 『逝けなかった魂』8ミリ・16分
- 1980年12月 - 『サーカスの息づかい』8ミリ・24分
- 1981年8月 - 『土の行進-三里塚一四年 青年たちはいま-（三里塚ノートフィルム・N03）』8ミリ・51分
- 1984年12月 - 『アフガニスタンの村で』8ミリ・27分
- 1985年9月 - 『追跡 自白調書-三里塚東峰十字路裁判-』16ミリ・30分 …東峰十字路事件を取り扱う。
- 1985年10月 - 『草とり草紙（三里塚ノートフィルム・N03）』8ミリ/16ミリ・82分
- 1986年5月 - 『ヒーロー伝説 ザ・カオル』8ミリ・30分　…東山事件を取り扱う。日本映像フェスティバル・ドキュメンタリー部門の銀賞を受賞。
- 1987年7月 - 『空襲、そして42年-港区戦災記録-』VTR・40分
- 1988年3月 - 『足立ルネッサンス 生涯学習のすすめ』VTR・30分
- 1989年 - 『DO SEE スポーツ＆カルチャー』VTR・20分
- 1989年3月 - 『足立ルネッサンス なるほど ザ 生涯学習』VTR・30分
- 1989年5月 - 『民権の里・町田』VTR・30分
- 1990年3月 - 『足立ルネッサンス 動く 広がる 生涯学習』VTR・30分
- 1990年3月 - 『ルックインあだち よみがえる路地文化』VTR・22分
- 1990年5月 - 『Together 働き方が変えられる』VTR・22分
- 1990年 - 『風の村へ行こう』VTR・15分
- 1991年10月 - 『都はるみ三里塚星空コンサート』（部分）VTR・20分
- 1992年3月 - 『暮らしがみえるまち　東久留米』16ミリ・28分
- 1992年7月 - 『成田市東峰 梅沢勘一さん』VTR・14分
- 1992年9月 - 『一九六七年一〇月 外角測量のころ』VTR・15分
- 1992年11月 - 『わたしのリコーダー-手に障害をもつ子供たちのために-』16ミリ・37分
- 1993年12月 - 『平塚 橋ものがたり』VTR・15分
- 1995年3月 - 『消防官ものがたり-消防の仕事-』VTR・20分
- 1996年 - 『いま、よみがえる児島湖の水』VTR・18分

## 著書
- 『自然流「日本酒」読本』 農山漁村文化協会、1992年6月、ISBN 978-4540920141
- 『三里塚アンドソイル』 平原社、2001年10月、ISBN 978-4938391263　- 遺稿を有志らが纏めて刊行した[4]。